# Beaulieu (Nièvre)
Pour les articles homonymes, voir Beaulieu.
Beaulieu (nivernais Bioleu) est une commune française située dans le département de la Nièvre, en région Bourgogne-Franche-Comté.
Le 1er janvier 2016, elle est créée sous le statut de commune nouvelle après la fusion de Beaulieu (commune déléguée), Dompierre-sur-Héry et Michaugues.

## Toponymie
Beaulieu vient du latin bellus locus, "lieu beau", endroit agréable à habiter.
De nombreuses communes portent ce nom unique. Pour éviter les confusions, on indique le département entre parenthèses : ce sont Beaulieu (Nièvre), Beaulieu (Cantal), Beaulieu (Côte-d'Or), Beaulieu (Hérault), Beaulieu (Ardèche), Beaulieu (Isère), Beaulieu (Haute-Loire), Beaulieu (Indre), Beaulieu (Orne), Beaulieu (Puy-de-Dôme). Certaines communes ont adjoint, pour se différencier, un mot indiquant leur situation : Beaulieu-sur-Dordogne, Beaulieu-sur-Mer, Beaulieu-sur-Loire, Beaulieu-sur-Layon, Beaulieu-sous-la-Roche, Beaulieu-les-Fontaines, Beaulieu-sur-Sonnette, Beaulieu-sur-Oudon, Beaulieu-en-Argonne, Beaulieu-lès-Loches, Beaulieu-sous-Parthenay.
La gentilé des habitants de Beaulieu est très variée : Beaulieusard, Beaulieurois, Bellilocien, Bellieurain, Bellilocois, Belliloquois, Belliloqueteux, Belliquière, Berlugan, Beloudonien.

## Géographie
Beaulieu a très peu de bois par rapport aux autres communes du canton. Au milieu du XIXe siècle, le préfet Marlière dans un tableau récapitulatif de l'état des bois dans le canton de Brinon indique que la superficie totale des bois est de 9,60 ha, intégralement détenus par des propriétaires privés.
La vigne représentait une part importante de l'activité des habitants avant la crise du phylloxéra. Le coteau planté de vignes qui produisait un vin blanc était de qualité médiocre selon Delamarre et bon selon Marlière.

### Communes limitrophes
Les communes limitrophes sont  Brinon-sur-Beuvron, Guipy, Héry, Moraches et Neuilly.

### Climat
Pour des articles plus généraux, voir Climat de la Bourgogne-Franche-Comté et Climat de la Nièvre.
En 2010, le climat de la commune est de type climat océanique dégradé des plaines du Centre et du Nord, selon une étude du Centre national de la recherche scientifique s'appuyant sur une série de données couvrant la période 1971-2000. En 2020, Météo-France publie une typologie des climats de la France métropolitaine dans laquelle la commune est exposée à un climat océanique altéré et est dans la région climatique Centre et contreforts nord du Massif Central, caractérisée par un air sec en été et un bon ensoleillement.
Pour la période 1971-2000, la température annuelle moyenne est de 11 °C, avec une amplitude thermique annuelle de 16,1 °C. Le cumul annuel moyen de précipitations est de 883 mm, avec 12,6 jours de précipitations en janvier et 8 jours en juillet. Pour la période 1991-2020, la température moyenne annuelle observée sur la station météorologique de Météo-France la plus proche, « Premery », sur la commune de Prémery à 17 km à vol d'oiseau, est de 11,1 °C et le cumul annuel moyen de précipitations est de 911,1 mm. 
La température maximale relevée sur cette station est de 40,5 °C, atteinte le 11 août 2003 ; la température minimale est de −15,1 °C, atteinte le 26 janvier 2007,,.
Les paramètres climatiques de la commune ont été estimés pour le milieu du siècle (2041-2070) selon différents scénarios d'émission de gaz à effet de serre à partir des nouvelles projections climatiques de référence DRIAS-2020. Ils sont consultables sur un site dédié publié par Météo-France en novembre 2022.

## Urbanisme

### Typologie
Au 1er janvier 2024, Beaulieu est catégorisée commune rurale à habitat très dispersé, selon la nouvelle grille communale de densité à sept niveaux définie par l'Insee en 2022.
Elle est située hors unité urbaine et hors attraction des villes,.

## Histoire
Le 1er janvier 2016, les communes de Dompierre-sur-Héry et de Michaugues fusionnent avec Beaulieu (commune déléguée) pour former la commune nouvelle de Beaulieu.

## Politique et administration
Jusqu'aux prochaines élections municipales de 2020, le conseil municipal de la nouvelle commune est constitué de 19 conseillers municipaux issus des conseils des anciennes communes. Le maire de chacune d'entre elles devient maire délégué.
| Nom                | Code Insee | Intercommunalité     | Superficie (km2) | Population (dernière pop. légale) | Densité (hab./km2) |
| ------------------ | ---------- | -------------------- | ---------------- | --------------------------------- | ------------------ |
| Beaulieu (siège)   | 58P01      | CC du Val du Beuvron | 4,95             | 31 (2013)                         | 6,3                |
| Dompierre-sur-Héry | 58100      | CC du Val du Beuvron | 6,11             | 80 (2013)                         | 13                 |
| Michaugues         | 58167      | CC du Val du Beuvron | 4,48             | 53 (2013)                         | 12                 |

| Période | Période  | Identité        | Étiquette | Qualité                 |
| ------- | -------- | --------------- | --------- | ----------------------- |
| 2018    | 2020     | Denis Soulier   |           | Cultivateur Éleveur     |
| 2020    | En cours | Bertrand Ravoir |           | Cultivateur indéterminé |

## Population et société

### Démographie
L'évolution du nombre d'habitants est connue à travers les recensements de la population effectués dans la commune depuis sa création.
En 2022, la commune comptait 143 habitants, en évolution de −14,88 % par rapport à 2016 (Nièvre : −3,28 %, France hors Mayotte : +2,11 %).
| 2014 | 2019 | 2022 |
| ---- | ---- | ---- |
| 167  | 141  | 143  |

## Culture locale et patrimoine

### Lieux et monuments
Les lieux et monuments sont ceux des communes fusionnées.

### Personnalités liées à la commune
Les personnalités liées à la commune sont celles des communes fusionnées.